# Szlomo Baruch Nisenbaum
Szlomo Baruch Nisenbaum (ur. 1 listopada 1866 w Lublinie, zm. 8 marca 1926 w Warszawie) – żydowski księgarz, publicysta, dziennikarz i historyk.

## Życiorys
Pochodził z rodziny chasydzkiej. Był synem krawca Mordechaja Jehudy Nisenbauma i Toby z domu Wacholder. Uczęszczał do kilku chederów, porzucił jednak chasydyzm i stął się zwolennikiem haskali. Następnie stał się jednym z pierwszych lubelskich syjonistów, był jednym z założycieli lubelskich kół Chowewej Syjon i Bnej Mosze. Założył także zreformowany cheder, w którym nauczano języka hebrajskiego. Później zbliżył się ideowo do religijno-syjonistycznej partii Mizrachi.
W 1894 roku debiutował jako publicysta w warszawskiej gazecie „Ha-Cefira”. Publikował również w czasopismach „Ha-Tkufa”, „Reszumot” oraz francuskiej gazecie „Revue des Études Juives”. Współpracował z rosyjską Encyklopedią Żydowską. Zajmował się badaniem i popularyzowaniem historii lubelskich Żydów, wydał dwie publikacje książkowe: Le korot ha-Jehudim be-Lublin (Z dziejów Żydów Lublina) oraz Geszichte der Jidn in Pojln. W 1913 roku jako dodatek do czasopisma „Jewrejskaja Starina” ukazała się jego publikacja dotycząca starego cmentarza żydowskiego w Lublinie. Prowadził korespondencję m.in. z Szymonem Dubnowem. Z jego badań korzystał m.in. Majer Bałaban i Hieronim Łopaciński.
W 1900 roku otrzymał zezwolenie na prowadzenie księgarni. Przedsiębiorstwo prowadził w kamienicy przy ulicy Grodzkiej 17. Dzięki wsparciu Bałabana, w 1917 roku otrzymał koncesję na wydawanie w Lublinie żydowskiej gazety codziennej „Lubliner Tugblat”. W latach 1918–1922 pełnił funkcję redaktora odpowiedzialnego gazety, w związku z czym w lutym 1918 roku został ukarany grzywną za przekroczenie przepisów prasowych. Pod koniec grudnia 1919 roku trafił do więzienia na zamku lubelskim za zamieszczenie w gazecie artykułu Izraela Zangwilla Di machtlozigkajt fun di mechtige, który według urzędu cenzorskiego szkalował dobre imię Polski. Niedługo później został uwolniony dzięki interwencji Izraela Kacenelenbogena. W 1918 roku otrzymał zgodę na wydawanie czasopisma literackiego w języku hebrajskim „Ginaz Egoz”, inicjatywa nie została jednak zrealizowana.
Na początku lat 20. XX wieku wyjechał do Palestyny. Zamieszkał w Jerozolimie, gdzie podjął pracę w Bibliotece Narodowej, po 9 miesiącach powrócił jednak do Lublina, ponownie nawiązując współpracę z „Lubliner Tugblatem”. Był członkiem Tarbutu, w 1925 roku z jego inicjatywy powstała w Lublinie Hebrajska Szkoła Powszechna.
Zmarł podczas wizyty w Warszawie, w bramie domu przy ulicy Pawiej 73 w Warszawie, na zawał serca. Został pochowany na cmentarzu żydowskim na Woli, nagrobek na jego grobie wystawiono kilka lat później z funduszy warszawskiej gminy żydowskiej. Pozostawił w rękopisach trzy niewydane publikacje: opracowanie dotyczące dziejów Żydów w Polsce i na Litwie na podstawie responsów, wypisy z lubelskich pinkasów pt. Me-diwrej ha-jamim ha-iwrim be-Lublin oraz zbiór tekstów Likutim.
Mimo bycia właścicielem popularnej księgarni oraz redaktorem czasopisma, przez całe życie żył w ubóstwie. Jego żoną była Małka Wajsberg z Janowa Lubelskiego. Miał dwanaścioro dzieci, z których jedynie pięcioro dożyło dorosłego wieku.